# Клетка для пташек
«Клетка для пташек» (англ. The Birdcage) — американский комедийный фильм режиссёра Майка Николса по сценарию Элейн Мэй, являющийся ремейком французской комедии «Клетка для чудаков» (1978). Главные роли исполняют в картине Робин Уильямс, Нейтан Лейн, Джин Хэкмен, Дайан Уист, Дэн Футтерман, Калиста Флокхарт, Хэнк Азариа и Кристин Барански.
Лейн за свою актёрскую работу был удостоен ряда наград, в том числе номинаций на премии «Золотой глобус» и Гильдии киноактёров США.

## Сюжет
В гей-квартале Майами живут два гомосексуала среднего возраста, у одного из которых есть сын гетеросексуальной ориентации. Сын собирается жениться на девушке из консервативной и очень традиционной семьи, глава которой является респектабельным сенатором от партии республиканцев. Если родители девушки узнают о сексуальной ориентации и еврейском происхождении отца жениха, будет скандал.
Перед тем, как пригласить родителей девушки для первого знакомства, члены «нетрадиционной» семьи пытаются создать фасад гетеросексуального благообразия и благопристойности, чтобы не шокировать сенатора и его жену. Поэтому семье жениха нужно срочно создать видимость традиционности и консервативности: поменять интерьер оформленной в гейском стиле квартиры, спрятать все эротические и компрометирующие картины, плакаты и вывески. Чтобы скрыть национальность Армана Голдмена, его именуют «Колдменом». Самое главное — убедить сенатора, что в семье, кроме сына, есть ещё отец и мать. Но планы и уловки родителей жениха неожиданно рушатся.

## Актёрский состав
- Робин Уильямс — Арманд Голдмен
- Нейтан Лейн — Альберт
- Джин Хэкмен — сенатор Кевин Кили
- Дайан Уист — Луиза Кили
- Дэн Футтерман — Вэл Голдмен
- Калиста Флокхарт — Барбара Кили
- Хэнк Азариа — Агадор Спартак
- Кристин Барански — Кэтрин Арчер
- Том Макгоуэн — Гарри Рэдмэн
- Грант Хеслов — фотограф таблоида «National Enquirer»
- Кирби Митчелл — шофёр семьи Кили

## Награды и номинации
- 1997 — номинация на премию «Оскар» за лучшую работу художника-постановщика (Бо Уэлч, Шерил Карасик)
- 1997 — две номинации на премию «Золотой глобус»: лучший фильм — комедия или мюзикл, лучшая мужская роль — комедия или мюзикл (Нейтан Лейн)
- 1997 — две номинации на премию «Спутник»: лучшая мужская роль — комедия или мюзикл (Нейтан Лейн), лучшая мужская роль второго плана — комедия или мюзикл (Джин Хэкмен)
- 1997 — премия Гильдии киноактёров США за лучший актёрский состав, а также 2 номинации за лучшую мужскую роль второго плана (Хэнк Азариа и Нейтан Лейн)
- 1997 — номинация на премию Гильдии сценаристов США за лучший адаптированный сценарий (Элейн Мэй)